# Cupola del Brunelleschi
(Leon Battista Alberti, De pictura)
La cupola del Brunelleschi è la copertura della crociera del Duomo di Firenze; al momento della costruzione era la cupola più grande del mondo e rimane tuttora la più grande cupola in muratura mai costruita (il diametro massimo della cupola interna è di 45,5 metri, mentre quello dell'esterna è di 54,8 ed è alta 116 metri). Grazie alla fondamentale rilevanza che essa ha rivestito per il successivo sviluppo dell'architettura e della moderna concezione del costruire, essa è tutt'oggi considerata da alcuni la più importante opera architettonica mai edificata in Europa dall'epoca romana.
La sua grandezza impedì il tradizionale metodo costruttivo mediante l'ausilio di cèntine, facendo sì che venissero formulate molte ipotesi sulla tecnica costruttiva impiegata.

## Storia

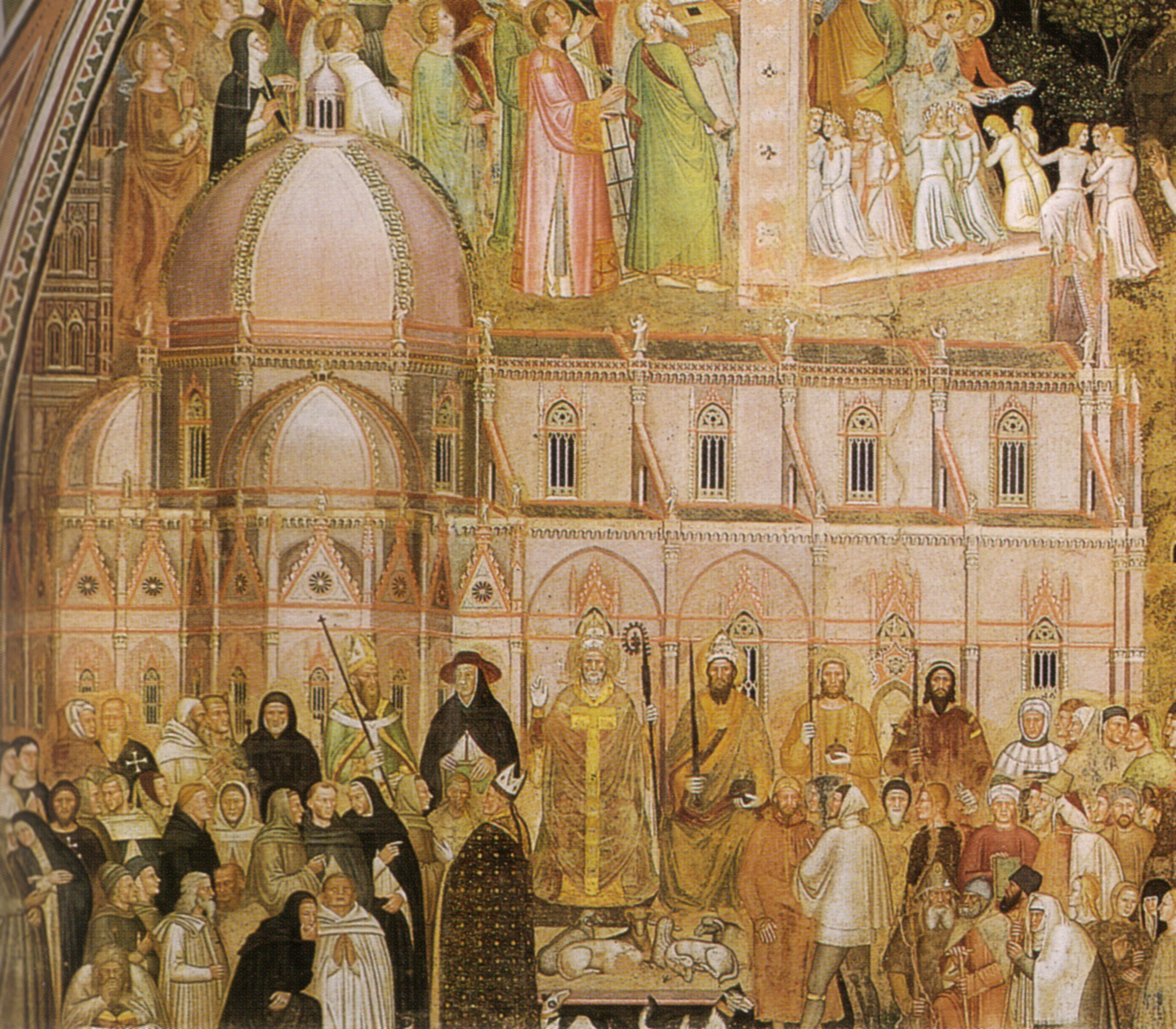
Andrea di Bonaiuto, Allegoria della Chiesa Trionfante, 1365-1367 circa, Ex Sala capitolare del convento domenicano di Santa Maria Novella, detto Cappellone degli Spagnoli, Firenze

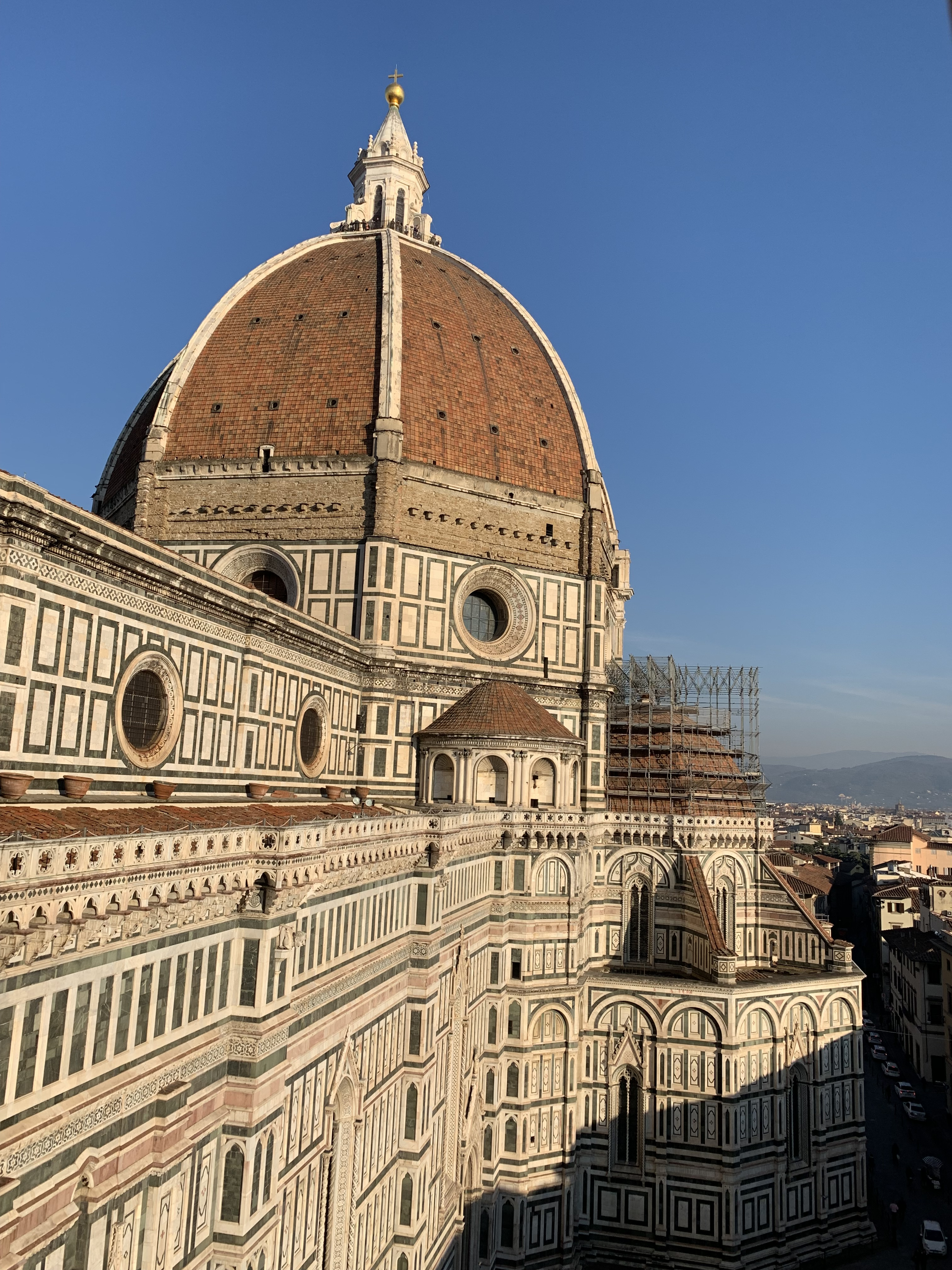
La cupola vista dal Campanile di Giotto

Il problema della sua costruzione affannava da tempo gli operai del Duomo. Non era infatti impresa semplice costruire e individuare dove appoggiare le enormi centine di legno che avrebbero dovuto sostenerla fino alla sua chiusura definitiva con la chiave di volta, né si era certi che una struttura di sostegno in legno avrebbe potuto sostenere il peso della volta, e si pensava che avrebbe potuto addirittura collassare su se stessa.
Molto probabilmente il primo architetto della nuova Cattedrale, Arnolfo di Cambio, doveva aver previsto una copertura a cupola del presbiterio, come nelle cattedrali di Siena e di Pisa. Che poi ancora nel Trecento si pensasse ad una Cupola di minori dimensioni sembra provato dal noto affresco di Andrea Bonaiuti in una delle pareti della sala capitolare, il Cappellone degli Spagnoli, della basilica fiorentina di Santa Maria Novella. L'affresco, datato 1365-1367 circa, mostra sul fondo una chiesa in cui è chiaramente riconoscibile una Cattedrale ispirata al progetto di Santa Maria del Fiore, la cui cupola è però priva del tamburo ed è a tutto sesto (al tempo irrealizzabile in muratura).
Nel 1418 l'Opera del Duomo bandì un concorso pubblico per la costruzione della cupola. In seguito al concorso, che pure ufficialmente non ebbe vincitori, Filippo Brunelleschi e Lorenzo Ghiberti furono nominati capomastri. Il 7 agosto 1420 ebbe inizio la costruzione della cupola, che fu completata fino al cosiddetto "serraglio", alla base della lanterna il 30 agosto 1436.
Il grandioso cantiere aprì i battenti all'indomani della stesura del cosiddetto "dispositivo" del 1420, attribuito allo stesso Brunelleschi, in cui si esponeva il modo con il quale si sarebbe dovuto chiudere il tamburo e si precisavano per punti salienti le modalità di costruzione. In sostanza, si trattava di un singolare "programma dei lavori" che sintetizzava in poche righe la struttura, la forma e le dimensioni del manufatto, ma più che esprimere un'intenzionalità programmatica, Brunelleschi enunciava il progetto impartendo disposizioni esecutive. In quei dodici punti da lui elencati non solo era contenuta già l'opera finita, ma vi erano persino indicate quelle variazioni, incidenti e aggiunte che si sarebbero dovute fare.
A seguito di alterne vicende e di un clima di rivalità, a detta del Vasari, nel 1423 Ghiberti venne estromesso dai lavori, che passarono interamente in mano a Brunelleschi. Il cantiere procedette così senza apprezzabili interruzioni, fino a quando, nell'agosto del 1436, venne infine celebrato ufficialmente, con la solenne benedizione di papa Eugenio IV, il completamento della fabbrica. La consacrazione fu solennizzata dall'esecuzione del mottetto isoritmico di Guillaume Dufay Nuper rosarum flores, con riferimento al nome e allo stemma di Firenze nonché alla dedicazione della basilica a Santa Maria del Fiore.
Terminata la costruzione della cupola venne indetto un altro concorso pubblico per la lanterna, vinto sempre da Brunelleschi. I lavori iniziarono però solo nel 1446, pochi mesi prima della morte dell'architetto; essi proseguirono allora sotto la direzione dell'amico e seguace Michelozzo di Bartolomeo, per essere infine terminati da Antonio Manetti il 23 aprile 1461.

## Forma e struttura

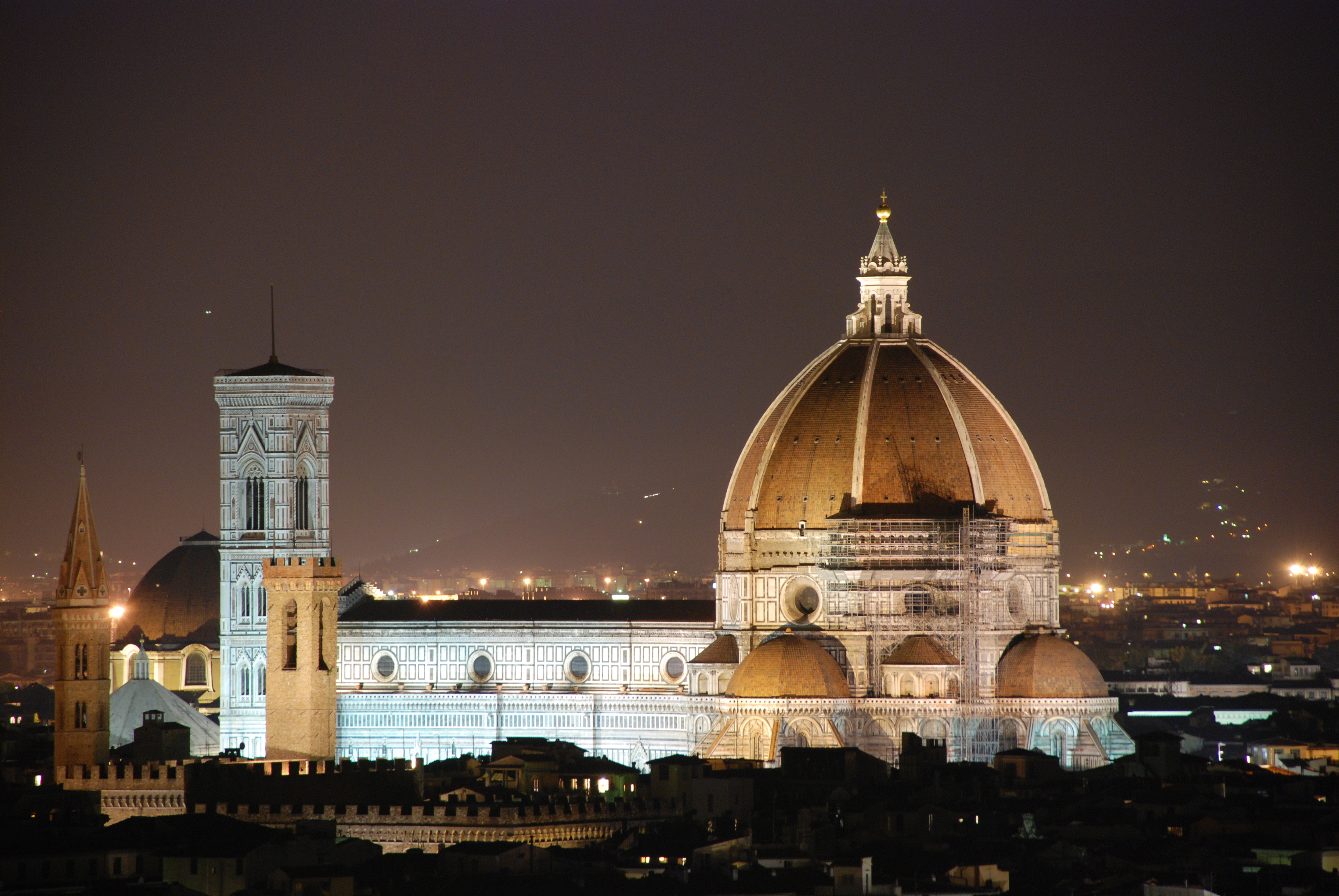
Il Duomo di Santa Maria del Fiore di Firenze

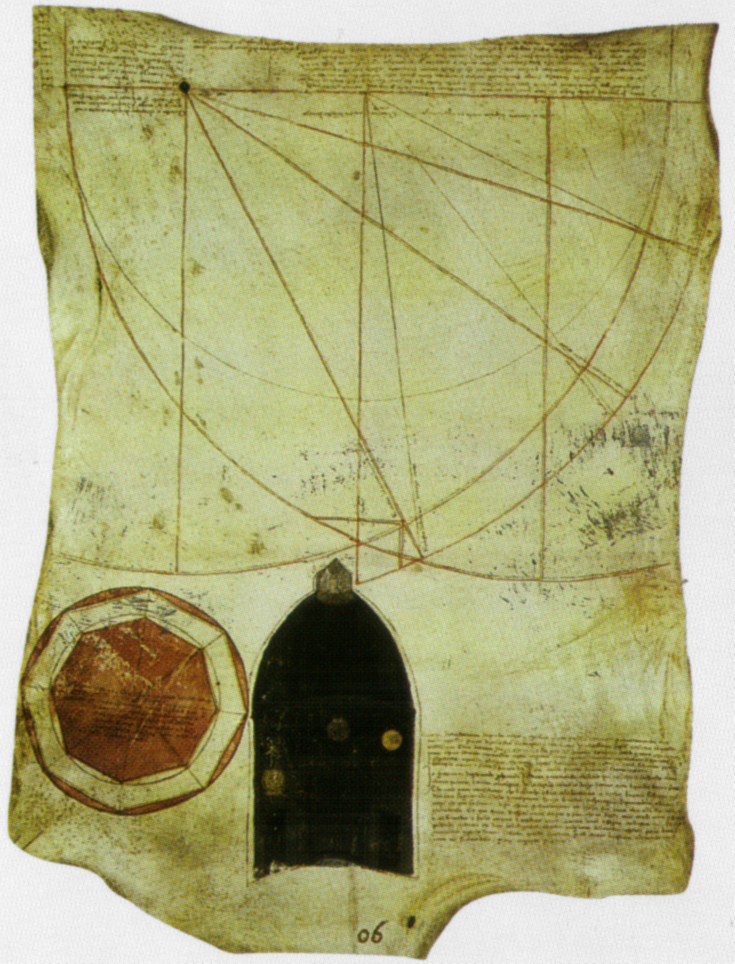
Giovanni di Gherardo da Prato, Disegno con osservazioni sul tracciamento della Cupola, 1426

A partire da un tamburo ottagonale la Cupola si erge su otto spicchi, le vele, organizzati su due calotte separate da uno spazio vuoto. Lo spazio fra le due calotte misura circa 1,20 metri ed è attraverso questo spazio che passa la gradinata che permette di salire alla Lanterna. Una catena lignea formata da 24 travi collegate tra loro da staffe e perni di ferro circonda tutta la costruzione. Sulla sua efficacia si è discusso a lungo. Sinteticamente, oggi, possiamo affermare che, in linea di principio, una cupola è tanto più stabile quanto più è saldo il suo tamburo e la sua base d'imposta: dunque un sistema di cerchiatura efficace è utile alla stabilità. Questo anello, infatti, serve per “stringere” la costruzione alla base, in modo da contrastare le pericolose forze dirette verso l'esterno. Per quanto riguarda invece l'impiego di catene lignee o di pietra si resta dubbiosi, se non altro per l'elasticità del legno e per l'incapacità della pietra di lavorare a trazione. Fra gli elementi che compongono la Cupola esistono proporzioni auree com'era in uso a quel tempo. La sensazione che si ha, infatti, osservando questo capolavoro, è di sostanziale equilibrio e armonia nelle sue parti. La sua base d'imposta si trova a circa 55 metri dal suolo, la lanterna è alta 21 metri, il tamburo misura 13 metri e l'altezza della Cupola è, in media, 34 metri. L'elevazione totale dell'intera struttura, compresa la palla dorata e la croce che la sormontano, è di metri 116,50. Va ricordato, tuttavia, che le misure reali della Cupola vanno calcolate in braccia fiorentine e non secondo il sistema metrico decimale, pertanto ogni suggestiva elucubrazione riferita all'appartenenza dei numeri 13, 21, 34, 55 alla famosa successione di Fibonacci è del tutto erronea e priva di senso. Quando la Cupola fu consacrata nel 1436, un famoso musicista fiammingo, Guillaume Dufay, compose per l'occasione il mottetto Nuper rosarum flores, composizione che riproduceva in musica i rapporti della costruzione.
Anche il contorno apparente della Cupola rispetta regole ben precise: il profilo angolare esterno è un sesto di quarto acuto, mentre quello interno è un sesto di quinto acuto. Ciascuna diagonale dell'ottagono esterno, che misura circa 54 metri, è stata suddivisa in quattro parti uguali: da qui la definizione di "quarto acuto". Il profilo della Cupola, in ogni caso, assume una forma d'estrema importanza per la sua stabilità: infatti, si avvicina molto a quella di una catenaria rovesciata. Questo nome deriva dal fatto che la sua forma è quella che assume una catena appesa, tenendo fermi i suoi due estremi. Come avrebbe dimostrato Bernoulli solo alla fine del seicento, tale forma è la più adatta per sostenere una cupola che si regge col proprio peso. Arrivati alla sommità troviamo la Lanterna, completata con l'intervento di più artisti dopo la morte del Brunelleschi sopraggiunta nel 1446. Per realizzarla, furono utilizzate macchine che l'architetto stesso aveva progettato. Queste macchine, necessarie per sollevare i materiali durante la costruzione della Cupola, e che da sole segnano un formidabile progresso nella scienza delle costruzioni sono generalmente viste da quasi tutti gli autori che si occupano della costruzione, da Vasari a Ross King (vedi bibliografia) come una applicazione delle tecniche elaborate da Brunelleschi per i suoi celebri orologi, dei quali a quanto pare resta un solo esemplare superstite, quello della torre del palagio di Scarperia. Anche la Lanterna ha una funzione molto importante per la statica globale. I costoloni, infatti, convergono verso il serraglio, la base della Lanterna, il cui diametro è circa 6 metri. Le forze che agiscono sulla Cupola sono tali che gli stessi costoloni tendono a piegarsi verso l'interno per effetto dei carichi e del peso proprio. La Lanterna, con il suo enorme peso (circa 750 tonnellate) ha la funzione di contrastare queste forze pericolose incuneandosi nella struttura e annullando le spinte che si generano alla sua base. Nel 1472, il Verrocchio costruì la palla di bronzo che fu posta sulla sua cima usata per stabilizzare l'anello di congiunzione della cupola. Anche per questo furono necessarie le macchine di Brunelleschi. Fra i ragazzi di bottega che aiutarono il Verrocchio in questa difficile operazione c'era un giovane da Vinci, Leonardo. Il 5 aprile 1492 la palla venne colpita da un fulmine ma non cadde. Il 27 gennaio 1601 intorno alle 5 di mattina, a causa di un fulmine, la palla cadde, danneggiando in più punti la cupola (venne riposizionata il 21 ottobre 1602; dietro la piazza sotto la cupola un disco di marmo ancora testimonia il punto esatto in cui la sfera originaria si schiantò al suolo).

## La costruzione

### Il problema della cupola e le centine

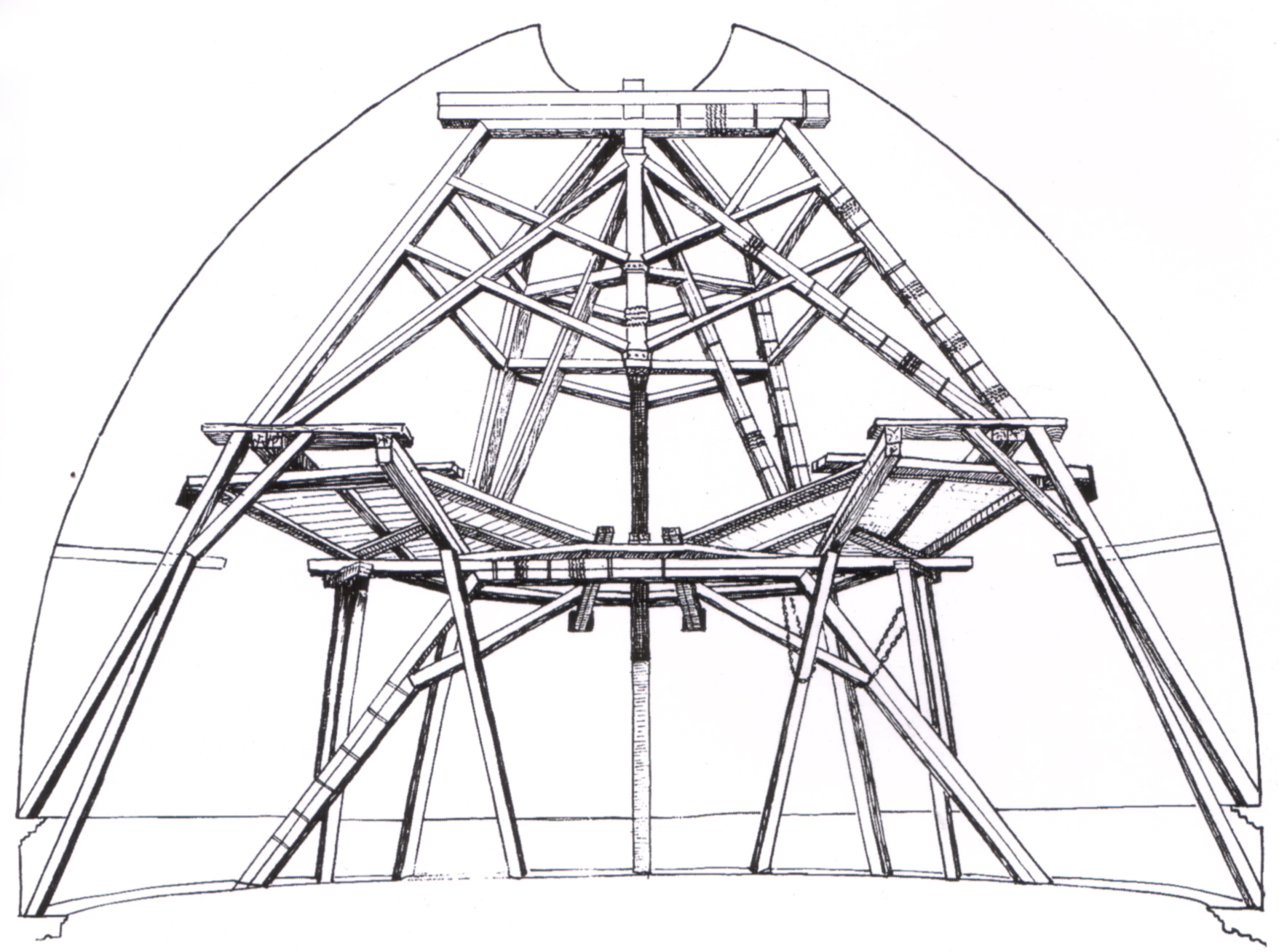
Giovan Battista Nelli, ricostruzione dei ponteggi interni della cupola di Brunelleschi, seconda metà del XVII secolo

Il tamburo, di forma ottagonale imperfetta, su cui avrebbe dovuto poggiare la cupola misurava circa 45 metri di ampiezza sulla diagonale maggiore e si trovava a 54 metri di altezza. Queste dimensioni erano notevolmente maggiori di quelle previste all'inizio. Le ragioni di questo aumento, che portava le dimensioni dell'edificio a superare quelle della cupola del Pantheon, fino allora la più grande cupola del mondo tanto che la leggenda la considerava opera del demonio, vanno ricercate non tanto nella volontà di primato, quanto nella necessità di rinforzare al massimo il tamburo della cupola. Il tamburo infatti era stato rialzato rispetto al modello originale mediante un piano in cui si aprono otto grandi occhi, che favorivano l'illuminazione del triconco absidale della Cattedrale. Con questo espediente si rialzava anche il piano di imposta della cupola al di sopra di tutte le volte fino allora costruite. Le altissime volte della cattedrale di Beauvais in Francia, che per la loro arditezza crollarono poco dopo la loro costruzione, raggiungevano infatti "solo" i 48 metri di altezza. Ma il tamburo di forma ottagonale irregolare creava anche il principale ostacolo all'erezione della cupola. Brunelleschi calcolò con precisione ogni dettaglio, dall'inclinazione delle pareti alla disposizione dei mattoni a spina di pesce. In questo modo la cupola era in grado di sorreggersi da sola, senza poggiare sulle tradizionali impalcature di legno solfureo.

## Una cupola che non è una cupola
Una cupola emisferica (o parabolica, o ellissoidale, come nel duomo di Pisa) è una figura o luogo di punti individuata come un arco "ruotato" attorno al proprio asse. Si parla in questo caso di cupola di rotazione. Costruire una cupola di rotazione è teoricamente sempre possibile, in quanto la cupola è costituita da infiniti archi, ciascuno dei quali una volta completato si reggerà da solo. Cominciando a costruire la cupola dai bordi si realizzeranno piccoli archi in grado di reggersi da soli che a loro volta potranno sostenere archi più ampi addossati ai precedenti, che una volta completi saranno autoreggenti.
La preoccupazione dei capomastri che si succedettero nei cantieri del Duomo era motivata dal fatto che il progetto prevedeva una cupola ottagonale a facce piane, che non è un solido di rotazione. La cupola del Duomo di Firenze non è una cupola ma una volta ottagonale, descrivibile come l'intersezione a 45° di due volte a pianta quadrata (molto simili, in effetti, alle volte della navata della stessa Cattedrale). A differenza di una cupola di rotazione, una volta non è autoportante. L'impiego di centine, cioè di impalcature lignee cui affidare il sostegno delle murature in costruzione fino alla presa delle malte, era in questo caso indispensabile. Fra l'altro in Italia non era possibile ottenere le gigantesche travi disponibili invece in Nord Europa. Ma anche le immense travi usate per le cattedrali di Francia e Inghilterra non sarebbero bastate a sostenere volte come quelle che si dovevano costruire.

## Il concetto della cupola

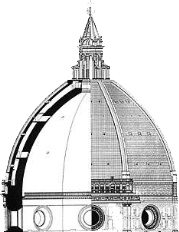
Alzato e sezione

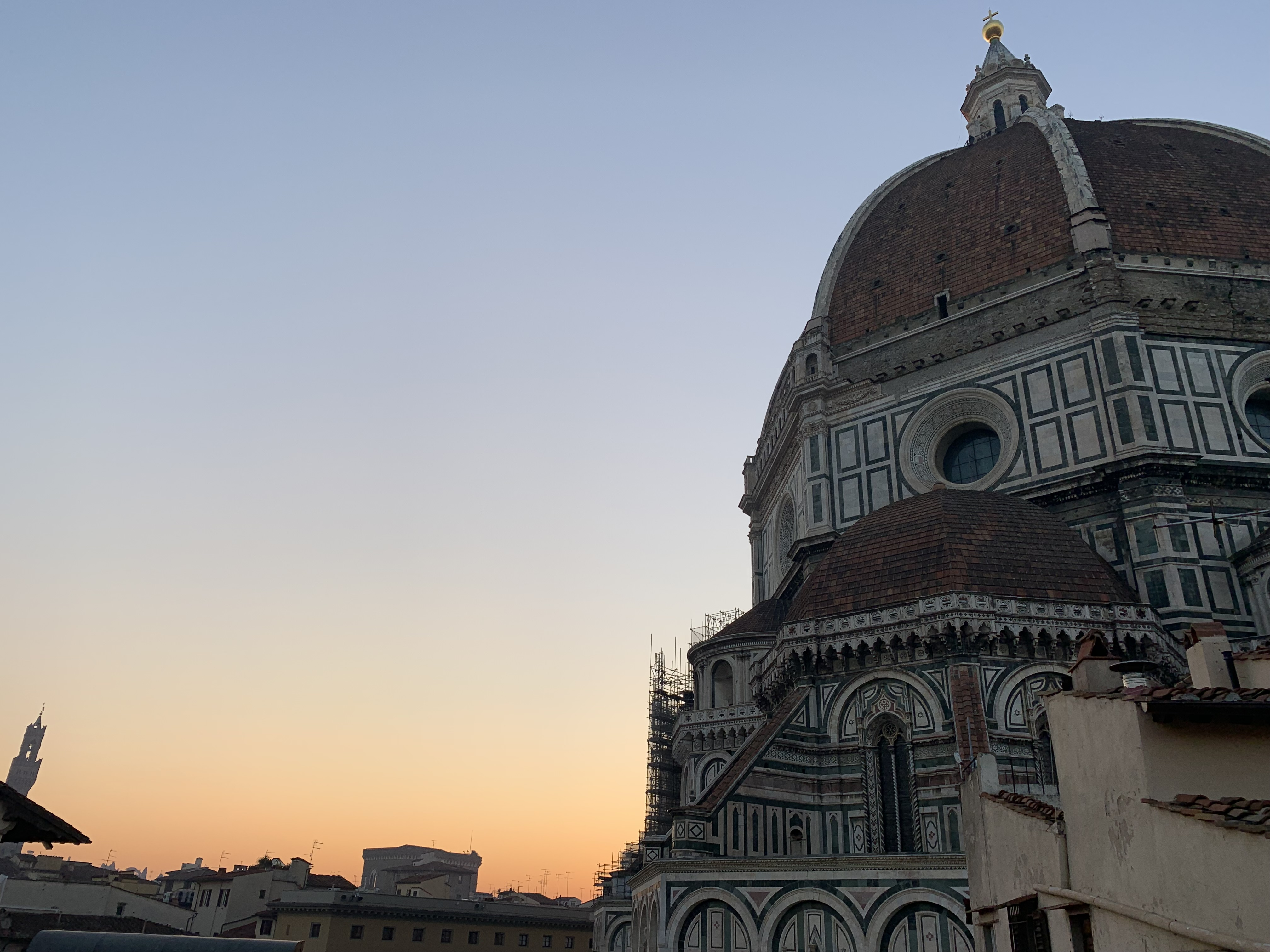
La cupola vista di lato al tramonto

Filippo Brunelleschi era famoso a Firenze, oltre che come artista poliedrico, come possessore di un caratteraccio e di un senso dell'umorismo un po' perverso; una sua burla, giocata ai danni di un povero ebanista di nome Manetto Ammanatini, detto il Grasso, fu celebre nel mondo delle brigate della società fiorentina: mediante una serie di testimonianze sapientemente orchestrate, Filippo fece credere al poveraccio di essere diventato un'altra persona, uno scapestrato perennemente in cattive acque di nome Matteo. Il successo della burla fu tale che il Grasso finì col fuggire dalla città, e la storia della burla feroce, col titolo di Novella del Grasso legnaiuolo fu un vero e proprio successo editoriale, giungendo fino a noi in numerose versioni.
Brunelleschi, pare suggerire la favola, era maestro nel far credere una cosa per un'altra; non per niente Brunelleschi è il padre della prospettiva, che è una rappresentazione illusionistica di una realtà tridimensionale con mezzi bidimensionali. Orbene, Filippo con la sua cupola sembra abbia giocato a noi una burla di questo genere, ancora più straordinaria dell'altra; dopo anni di dibattiti su quale fosse il "magico artificio" che aveva permesso il risultato che è davanti a tutti, non si era andati avanti di un passo. La cupola ottagonale a facce piane, da costruirsi senza centine e con le malte a lenta presa dell'epoca non poteva reggersi. L'uso dell'orditura a spina di pesce dei mattoni, visibile a tutti nei corridoi dell'intercapedine fra le due cupole, era indicata generalmente come una componente del "segreto" ma senza che se ne comprendesse la reale funzione.

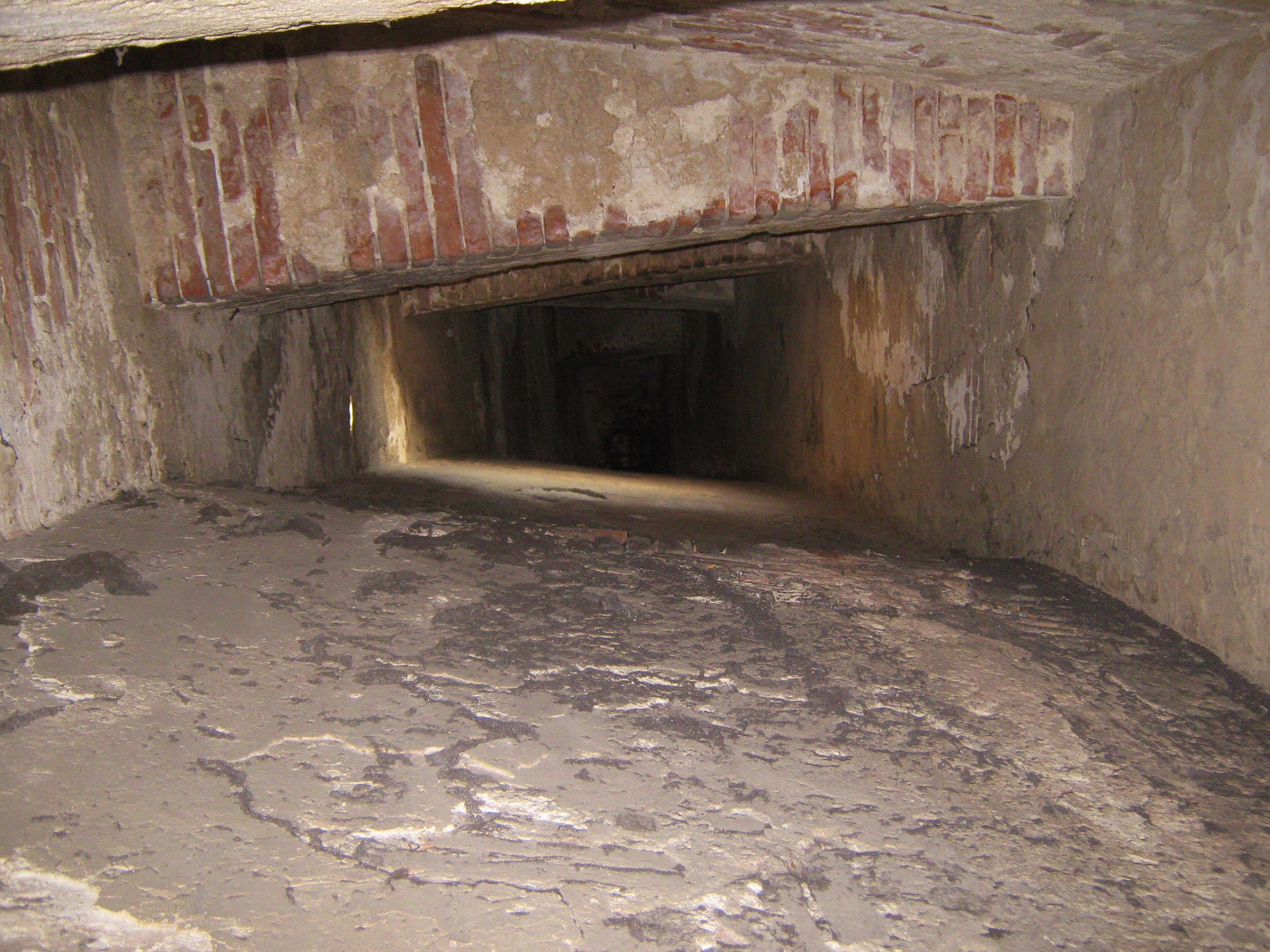
Costoloni e nervature tra la cupola interna ed esterna.

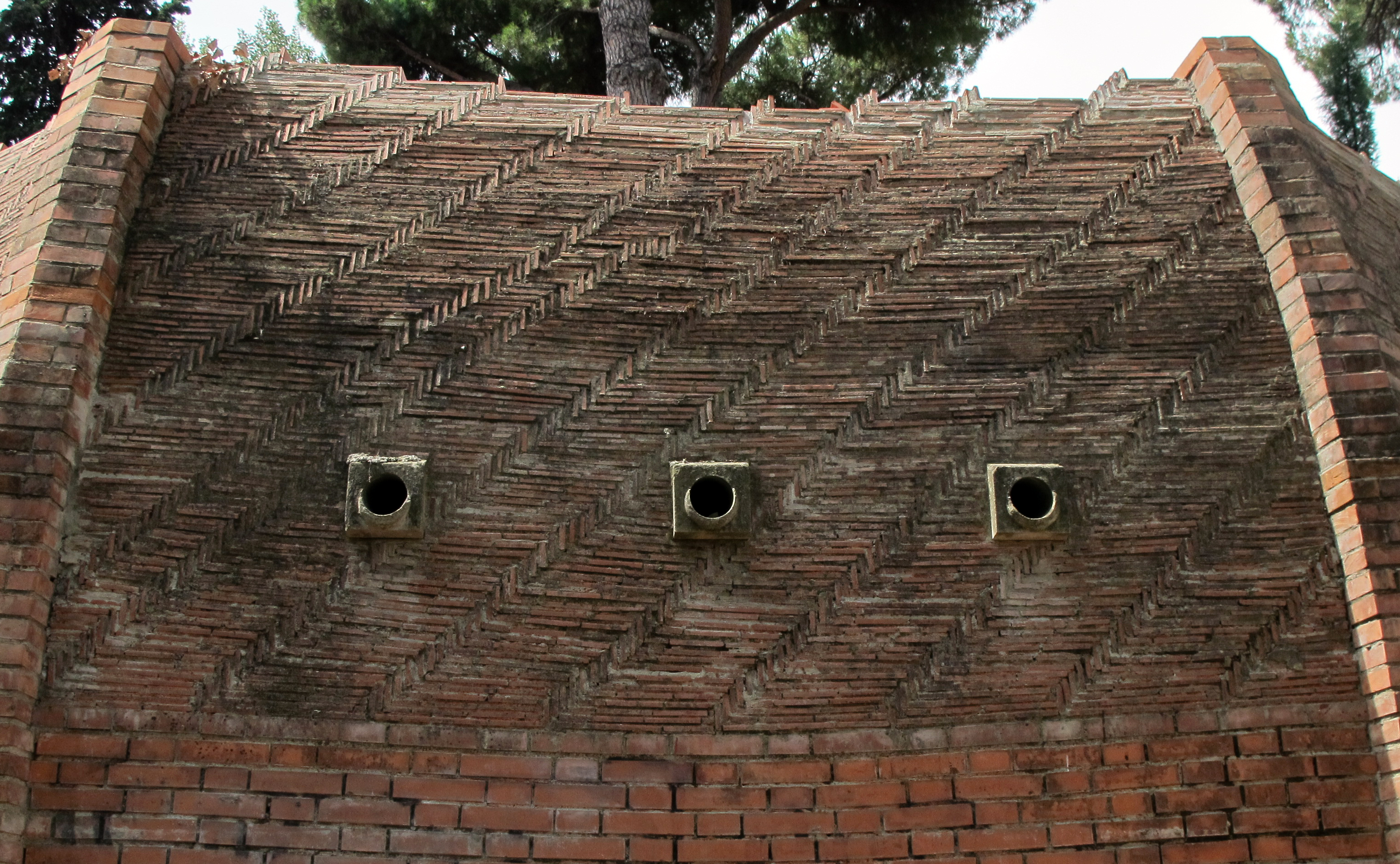
Un modello della muratura a spina di pesce della cupola

Una delle spiegazioni più generalmente accettate è quella espressa separatamente dal professor Salvatore Di Pasquale (già preside della Facoltà di Architettura di Firenze) e dal professor Mainstone. Questi e altri studiosi furono aiutati dalla scoperta, durante la rimozione delle tegole da uno dei settori della cupola per lavori di restauro, che i letti di posa dei contrafforti non erano affatto orizzontali, ma seguivano una curva aperta verso l'alto, detta a corda blanda. Questo fatto, mai notato prima, indusse a esaminare la disposizione dei mattoni, che negli studi precedenti era sempre data per scontata, con oscuri e generici riferimenti alle tecniche murarie romane, o addirittura arabe. Si poté quindi osservare come le facce dei mattoni non siano parallele, ma sistemate lungo rette originate da un punto situato al centro dell'ottagono di base della cupola. La conclusione era sconcertante; i mattoni erano sistemati come se fossero stati disposti per costruire una cupola di rotazione. Per semplificare quanto più possibile, era come se la cupola a facce piane fosse stata costruita tagliando via parti di muratura costruite come una cupola classica; perché la struttura fosse autoreggente era quindi sufficiente che nello spessore delle murature fosse possibile inscrivere una cupola di rotazione di spessore adeguato alle necessità statiche.
Non potendo, però, costruire la cupola di uno spessore così grande da contenerne una di rotazione, Brunelleschi introdusse la doppia calotta e i costoloni intermedi attraverso i quali la forma circolare della cupola di rotazione poteva passare dalla calotta interna (dove raggiunge l'intradosso negli angoli dell'ottagono) a quella esterna (dove raggiunge l'estradosso nei punti mediani dei lati).
I mattoni a spina pesce servivano quindi per misurare la costruzione della cupola di rotazione, quest'ultima aveva lo scopo di sorreggere la struttura durante la costruzione fino a quando non fosse stata chiusa in chiave evitando così l'utilizzo di immense centine. Filippo grazie allo studio delle cupole Romane, della geometria ma soprattutto grazie a una progettazione minuziosa durata anni, riuscì a costruire senza ausilio di centine la cupola ottagonale che rimane a tutt'oggi la più grande struttura in muratura mai costruita.
Una teoria che si discosta da quella degli altri studiosi è quella formulata e pubblicata dal prof. Massimo Ricci. Secondo questa teoria la tecnologia della cupola non risponderebbe affatto, nemmeno nelle strutture interne, a una cupola di rotazione: i mattoni compresi fra due filari a spinapesce consecutivi, non sarebbero apparecchiati secondo corsi circolari, ma paralleli alle superfici delle vele. Brunelleschi, attraverso la creazione dei filari a spinapesce ha realizzato dei piani di posa dei mattoni che formano una serie di "piattabande pseudo-orizzontali" che conferiscono alla struttura della Cupola l'autoportanza" in corso d'opera.
In questa ricostruzione, la struttura della cupola è concepita infatti come una successione di piattabande radiali orizzontali, che ne hanno permessa la costruzione "senza armature di sostegno" . Recenti verifiche su questa ipotesi costruttiva, fatte nell'intradosso delle calotte, attestano che la struttura della cupola fu sviluppata in senso radiale-verticale e non orizzontale, come l'ipotesi di rotazione richiederebbe.
L'utilizzo di un sistema radiale orizzontale è limitato all'assetto dei mattoni a spinapesce; Brunelleschi avrebbe fatto uso di una curva pseudocircolare posta sull'impalcato d'imposta della cupola e di un centro sulla verticale del monumento, materializzato mediante corde incrociate piombate sulle diagonali di base e fissate negli angoli relativi.
In questo modo fu possibile tracciare gli angoli della cupola utilizzando piccole centine mobili, e allo stesso tempo (con la curva pseudo circolare a cui viene riferita una cordicella mobile fissata da un lato su questa e passante per il centro sulla verticale) offrire ai muratori un riferimento in ogni punto della costruzione per porre in opera i mattoni. Questo sarebbe, secondo Ricci, l'effettivo ruolo dei mattoni a spinapesce, il che spiegherebbe la muratura a corda blanda vista da Di Pasquale nella famosa foto della vela della Cupola senza le tegole. Questa teoria è stata messa in pratica nel modello parziale in muratura (scala 1:5) eretto sotto la direzione del prof. Massimo Ricci nel parco dell'Anconella a Firenze, dove sono state utilizzate le tecnologie di costruzione e il metodo costruttivo suddetto.
L'esperimento ha anche permesso di precisare gli aspetti più raffinati della tecnologia della cupola, come ad esempio la tessitura strutturale degli arconi angolari, il ruolo della spinapesce e la possibilità da parte di Brunelleschi di controllarne l'andamento via via che la costruzione si sviluppava in elevazione. L'importante ruolo della muratura a spinapesce aveva stupito, e convinto, anche l'architetto Giovanni Michelucci nel corso di una sua visita al modello nel 1989.
Tuttavia tale modello in scala non costituisce una prova della teoria dal punto di vista strutturale per il fatto che i carichi prodotti dalle strutture crescono seguendo la progressione cubica del volume. In tal senso la resistenza dei materiali e l'influenza delle forze di attrito non sono scalabili e la teoria della piattabanda pseudo-orizzontale rimane da verificare e non completamente accettata dalla restante parte della comunità scientifica.

## Le possibili ispirazioni di Brunelleschi

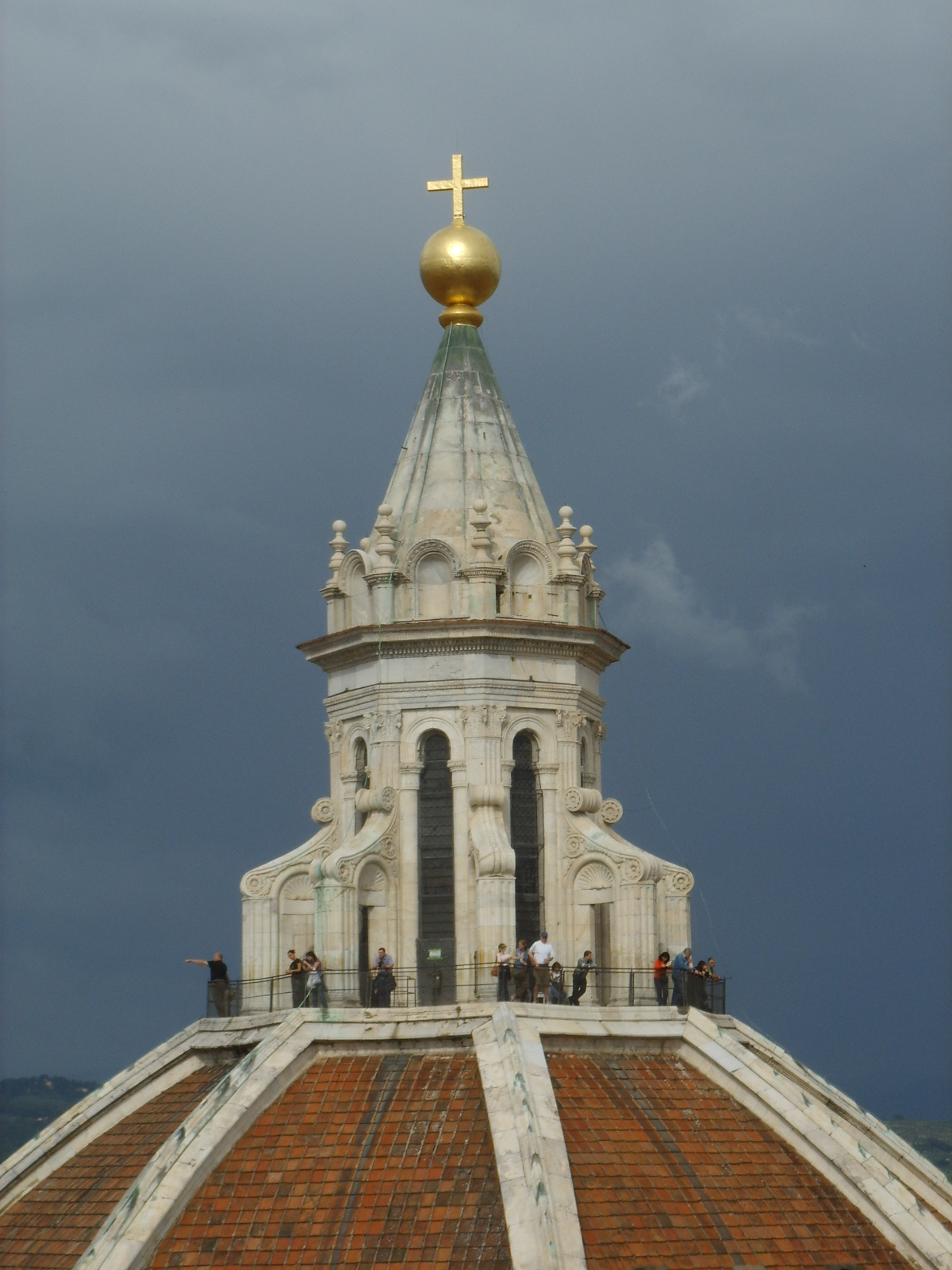
La lanterna

Nel lungo dibattito sulle possibili fonti d'ispirazione del Brunelleschi nella costruzione della cupola sono state avanzate diverse ipotesi, fatta salva l'assoluta novità della tecnica finale utilizzata:
- i precedenti fiorentini;
- le strutture voltate di epoca romana;
- la pratica costruttiva persiana.

In realtà Brunelleschi non aveva alcun riferimento tecnologico per risolvere il problema di costruire una cupola a spicchi (cioè una volta a botte sestiacuta a pianta ottagonale); egli dovette letteralmente inventare il procedimento costruttivo in tutta la sua meccanica. Tutte le altre cupole che si è cercato di proporre come modelli del Brunelleschi o erano cupole di rotazione (autoportanti) o centinabili e armabili, mentre quella di Santa Maria del Fiore non permetteva questi espedienti e quindi la sua costruzione fu un assoluto unicum nella storia dell'architettura.
È indubbio che Brunelleschi avesse ben presente la geometria e la tecnica costruttiva della copertura del battistero di San Giovanni, costruita su una calotta con profilo a sesto acuto da una pianta ottagonale. Ma essa non è voltata a spinapesce.
Per quanto concerne la seconda fonte di ispirazione, ci spinge a Roma la notizia del più importante biografo dell'architetto, Antonio di Tuccio Manetti nella cui opera si legge che il Brunelleschi vi avrebbe trascorso anni di studio, richiamato forse dai ritrovamenti di oggetti e sculture propri di quegli anni. Agli inizi del Quattrocento la città eterna era uno sterminato campo archeologico. È qui che respirò le suggestioni dell'architettura classica ed ebbe conferma delle teorie di Vitruvio, secondo le quali tutta l'architettura è governata da un modulo e da una griglia geometrica. Ma la cupola più famosa della romanità, quella del Pantheon, è una cupola di rotazione realizzata in calcestruzzo con casseforme. La tecnica di realizzazione non era riproducibile e anzi doveva essere del tutto incomprensibile nell'Italia del primo Rinascimento, che aveva perso memoria delle tecniche romane del calcestruzzo.
Dallo studio dell'esterno, Brunelleschi si sarebbe al massimo potuto accorgere che la forma gradonata si innalzava da una forma circolare e, quindi, che le cupole romane generalmente contengono sempre un anello circolare completo ad ogni livello nel loro spessore. Forse Brunelleschi ha apprezzato la cupola della Domus Aurea, innalzata su un padiglione ottagonale limitatamente alla parte bassa e costruita con una sorta di calcestruzzo fresco, richiedente centinature durante la presa, o quella del tempio di Minerva Medica.
L'ipotesi del viaggio romano di Brunelleschi è generalmente accettata da tutta la critica, ma recentemente è stato fatto notare che, una volta che si rinunci (com'è necessario) alla derivazione della cupola del duomo da quella del Pantheon, nulla nell'opera del grande architetto deve per forza essere ricondotto ad elementi architettonici che erano visibili solo a Roma. Il viaggio a Roma è quindi possibile, ma non indispensabile per la comprensione della formazione dei canoni architettonici brunelleschiani.
Per la fonte persiana, qualcuno vuole ipotizzare che l'architetto sia venuto a conoscenza delle tecniche costruttive dei mausolei orientali, dati gli intensi scambi commerciali col Medio Oriente. La doppia cupola girata senza centine del mausoleo di Soltaniyeh, in Iran, costruito fra il 1302 e il 1312, o l'apparecchio murario a spinapesce degli antichi edifici selgiuchidi (X secolo) o le più tarde moschee di Isfahan e Ardistan sono paragonabili al linguaggio strutturale e alla tecnica del Brunelleschi, pur differendone sostanzialmente nei materiali, nell'apparecchio murario e nelle dimensioni.

## Affreschi

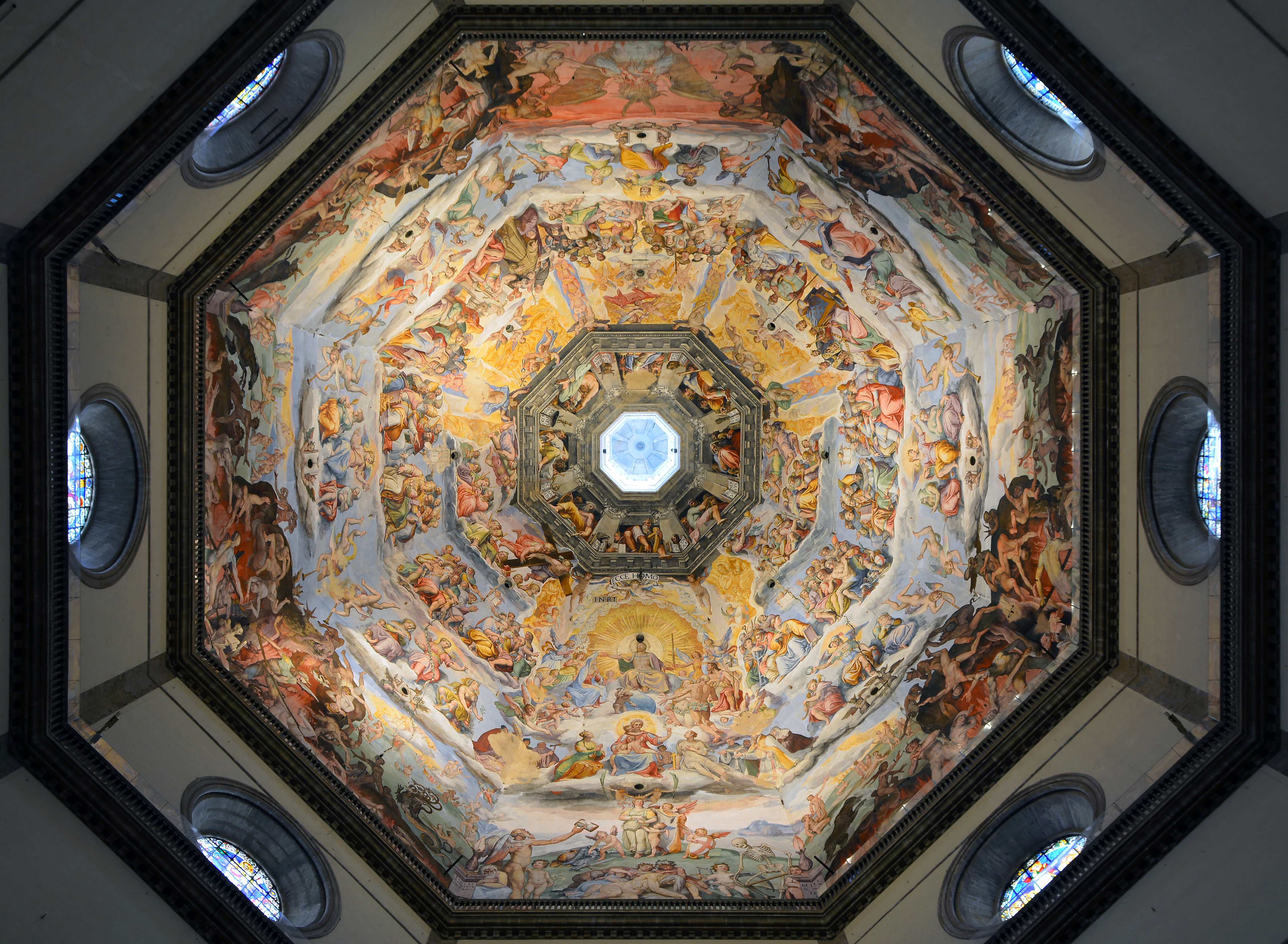
Affreschi della cupola interna

Pur costruita con tecniche rivoluzionarie la cupola era pur sempre nata su diretta ispirazione della cupola del Battistero, cui doveva il grande sviluppo, e la forma ottagonale. In origine era previsto un altro elemento di richiamo alla veneranda cupola romanica; infatti la decorazione interna era prevista a mosaico. Brunelleschi realizzò numerosi affacci a cui i decoratori avrebbero potuto ricorrere per avventurarsi nel pauroso vuoto per lavorare.
Ma la tecnica del mosaico era ormai pochissimo praticata, e considerata estremamente costosa. Oltretutto il mosaico destava preoccupazioni per il grande peso che la preparazione necessaria per affondarvi le tessere avrebbe aggiunto alla cupola; questa preoccupazione non sembra molto importante oggi, conoscendo il peso immane della cupola (circa 25000 tonnellate) e la sua resistenza, ma all'epoca fu considerata una ragione non secondaria per abbandonare il progetto in favore di una decorazione ad affresco.
I lavori cominciarono solo nel 1572, in pieno manierismo e ben un secolo dopo la conclusione dei lavori di muratura. Il granduca Cosimo I de' Medici scelse il tema del Giudizio Universale per affrescare l'enorme calotta, e affidò il compito a Giorgio Vasari, affiancato da don Vincenzo Borghini per la scelta del tema iconografico. Alla morte del Vasari però solo il primo giro delle fasce concentriche previste era compiuto, quello più piccolo, attorno all'oculo ottagonale alla sommità, coperto dalla Lanterna. Gli successe Federico Zuccari, che in pochi anni e, a suo dire, quasi senza aiuti, portò a termine a tempera l'immenso ciclo figurativo, uno dei più grandi del mondo per superficie, e uno dei capolavori del manierismo; il pittore stesso, nel suo testamento, ricordava non senza orgoglio di avere concepito e portato a termine l'opera, di cui menziona soprattutto il grande Lucifero, alto ben 13 braccia fiorentine (circa 8 metri e mezzo). Si avvalse naturalmente di molti aiutanti, tra cui un giovane Domenico Cresti.
I contenuti del ciclo erano quelli emersi dal Concilio di Trento, che aveva revisionato la dottrina cattolica medievale ordinandola in una sistemazione chiara. La cupola è così divisa in sei registri e 8 spicchi. Ogni spicchio comprende dall'alto verso il basso a partire dalla finta lanterna centrale circondata dai 24 vegliardi dell'Apocalisse (tre in ogni spicchio), quattro scene: 
- un coro angelico con strumenti della Passione (secondo registro);
- una categoria di santi ed eletti (terzo registro);
- una triade di personificazioni, raffiguranti un dono dello Spirito Santo, le sette virtù, e le sette beatitudini;
- una regione dell'Inferno dominata da un peccato capitale.

Sullo spicchio est, quello di fronte alla navata centrale, i quattro registri diventano tre per far posto al grande Cristo in Gloria fra la Madonna e san Giovanni Battista, sopra alle tre Virtù Teologali (Fede, Speranza e Carità) seguite in basso da figure allegoriche del Tempo (personaggio con la clessidra, e due bambini che rappresentano la natura e le stagioni) e della Chiesa trionfante. Tra gli Eletti il pittore raffigurò una viva galleria di personaggi contemporanei: i committenti medicei, l'imperatore, il re di Francia, Vasari, Borghini, Giambologna e altri artisti, e perfino se stesso e molti suoi parenti e amici e mette anche la sua firma con la data.
Il ciclo fu concluso nel 1579.

## Lagabbia per grilli

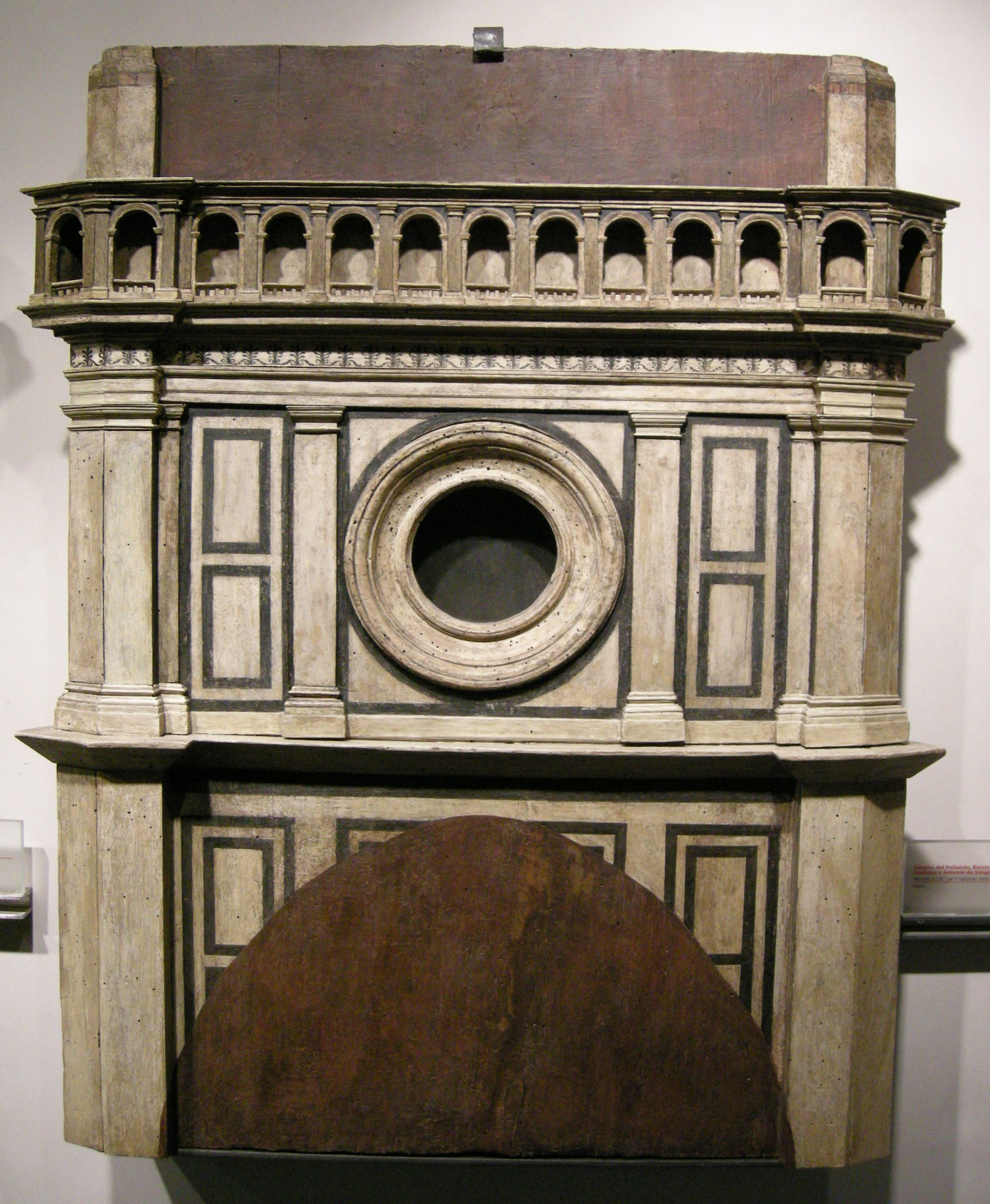
Modello ligneo del tamburo e ballatoio di Simone del Pollaiolo, Baccio d'Agnolo e Giuliano da Sangallo

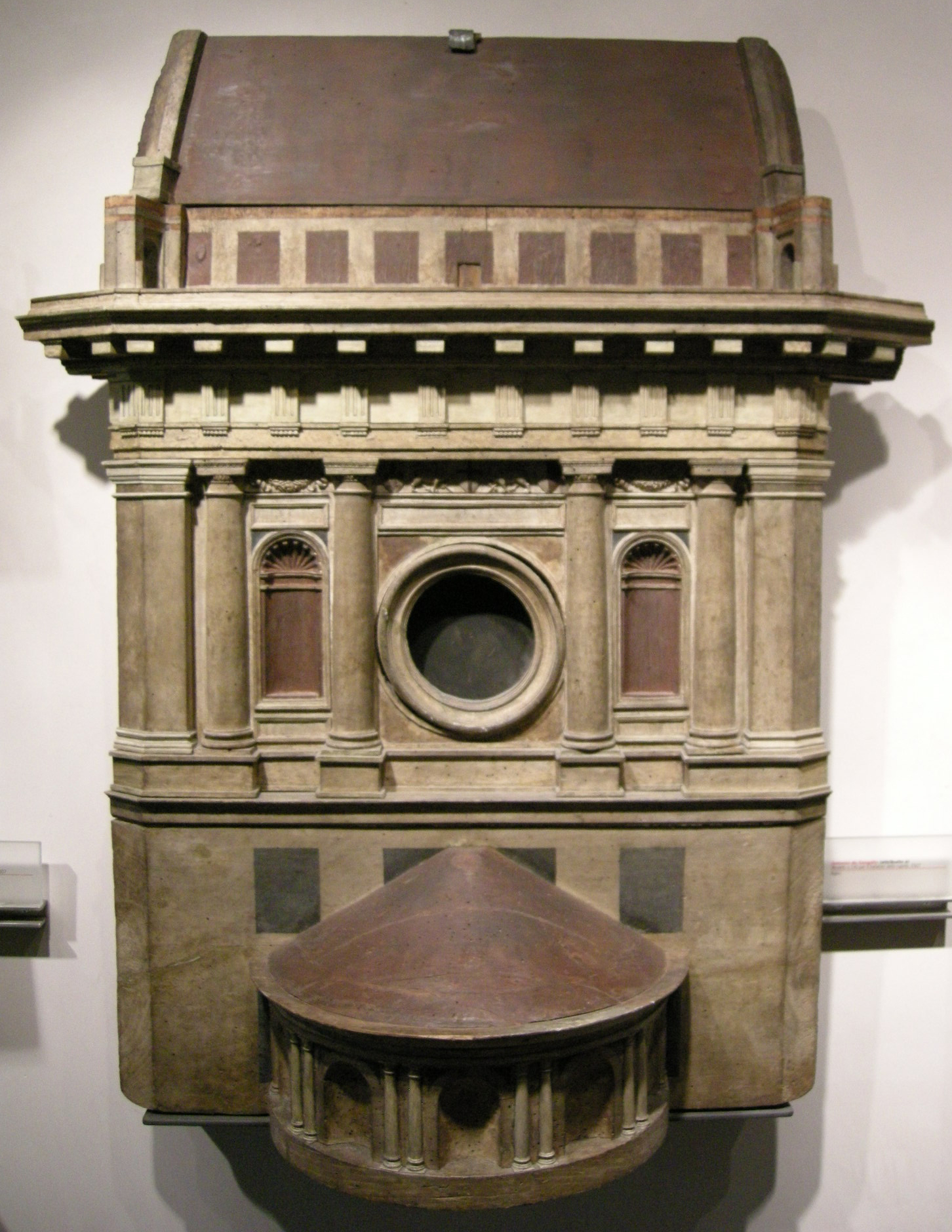
Modello ligneo attribuito a Giuliano e Antonio da Sangallo il Vecchio

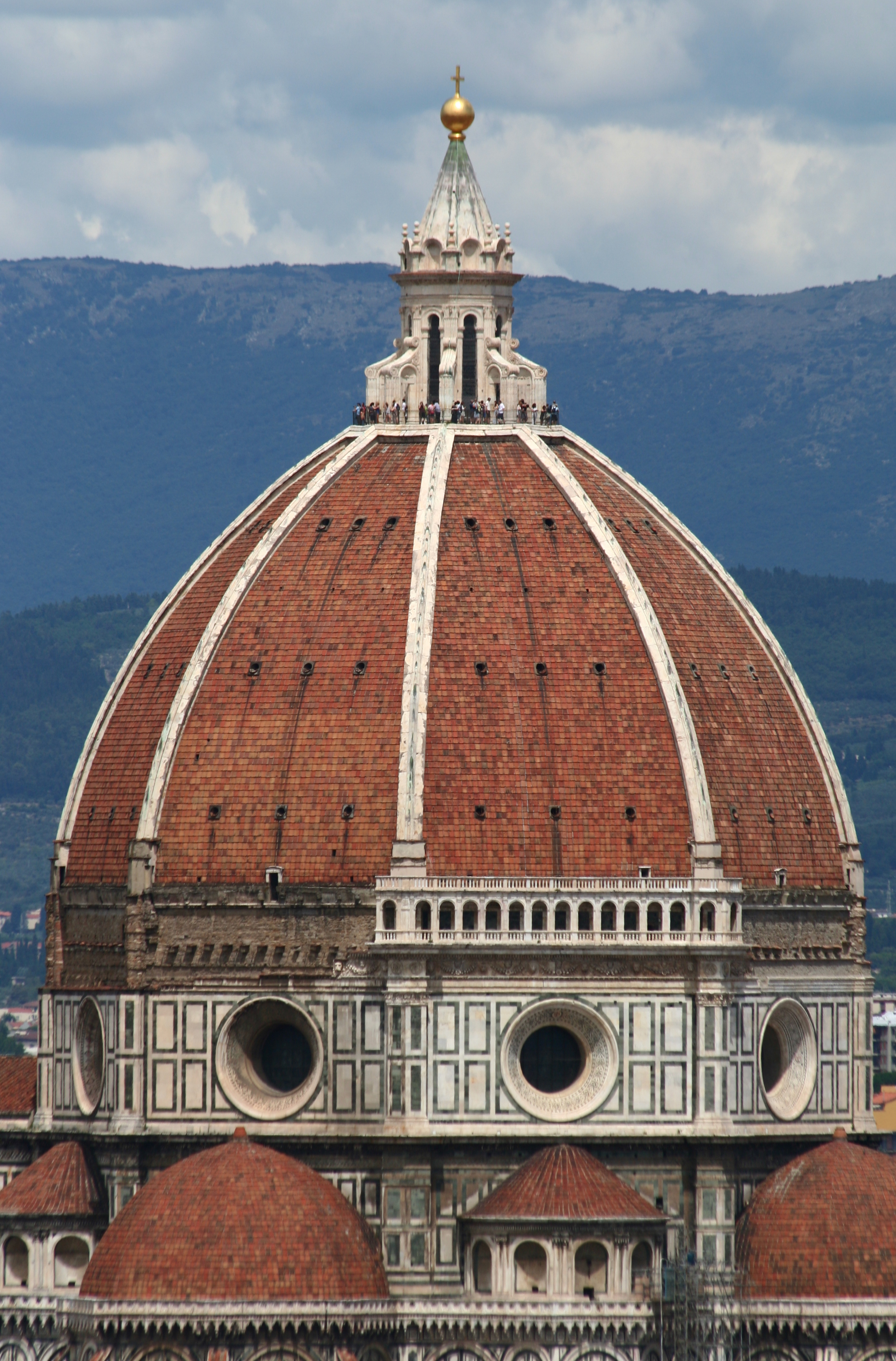
Vista della cupola con l'unico ballatoio ultimato

Terminata la costruzione della cupola, restava da decorare la parte superiore esterna del tamburo ottagonale.
Il tema, sotto il profilo dimensionale, era già stato accennato da Brunelleschi nel modello ligneo a lui attribuito (conservato presso il Museo dell'Opera del Duomo). A questo fece seguito il modello realizzato da Antonio Maria Ciaccheri tra il 1452 e il 1460, che recepisce, probabilmente, alcune indicazioni dello stesso Brunelleschi; sempre alla fase quattrocentesca risale quello attribuito a Giuliano da Maiano.
La questione rimase tuttavia irrisolta fino all'inizio del Cinquecento, quando fu indetto un concorso per il completamento del tamburo. Al concorso presero parte diversi architetti, ognuno con propri modelli lignei: Andrea Sansovino (che prevedeva un coronamento con ballatoio schermato da colonne ioniche), Giuliano e Antonio da Sangallo (in cui il ballatoio è assente), Il Cronaca assieme a Giuliano da Sangallo e a Baccio d'Agnolo, nonché Michelangelo Buonarroti.
In particolare, nell'estate 1507 Michelangelo fu incaricato dagli Operai di Santa Maria del Fiore di presentare, entro la fine del mese di agosto, un disegno o un modello per il concorso del tamburo. Secondo Giuseppe Marchini, Michelangelo avrebbe inviato alcuni disegni a un legnaiolo di Firenze per la costruzione del modello, che lo stesso studioso ha riconosciuto nel modello identificato con il numero 143 nella serie conservata presso il Museo dell'Opera del Duomo. Esso presenta un'impostazione sostanzialmente filologica, tesa a mantenere una certa continuità con la preesistenza, mediante l'inserimento di una serie di specchiature rettangolari in marmo verde di Prato allineate ai capitelli delle paraste angolari; era prevista un'alta trabeazione, chiusa da un cornicione dalle forme analoghe a quello di Palazzo Strozzi. Tuttavia questo modello non fu accolto dalla commissione giudicatrice.
Nel 1512 fu presa la decisione di far partire i lavori per il completamento del tamburo secondo il progetto approntato da Baccio d'Agnolo insieme al Cronaca e a Giuliano da Sangallo.
Lo stesso Baccio d'Agnolo, allora capomastro dell'Opera di Santa Maria del Fiore, fu incaricato di seguire il cantiere; il progetto prevedeva l'inserimento di un massiccio ballatoio sorretto da colonne in marmo bianco alla sommità del tamburo, con nove arcate per lato (poi portate a undici in fase di costruzione).
Tuttavia i lavori furono interrotti nel 1515, con il ballatoio ultimato solo sul lato della cupola rivolto verso via del Proconsolo, sia per lo scarso favore ottenuto, sia a causa dell'opposizione di Michelangelo.
E qui l'aneddoto. Baccio decise di fermarsi e di chiedere un parere al popolo di Firenze. Soggiornava in città Michelangelo Buonarroti, il quale fu naturalmente chiamato in causa. Guardando l'opera, dopo un po' pare abbia esclamato: "Mi pare una gabbia per grilli!" Baccio d'Agnolo, artista sensibilissimo, si sentì offeso e lasciò il tamburo incompiuto, proprio come lo vediamo noi oggi (resta solamente il lato di via del Proconsolo). Molto probabilmente l'enorme peso di tutto il ballatoio così finito avrebbe creato problemi di stabilità all'intera cupola.
Intorno al 1516 Michelangelo eseguì comunque alcuni disegni per il completamento del tamburo (conservati presso Casa Buonarroti) e fece costruire, probabilmente, un nuovo modello ligneo, identificato, seppur con ampie riserve, col numero 144 nell'inventario del Museo dell'Opera di Santa Maria del Fiore. Ancora una volta si registra l'abolizione del ballatoio, a favore di un maggiore risalto degli elementi portanti; in particolare un disegno mostra l'inserimento di alte colonne binate libere in corrispondenza degli angoli dell'ottagono, sormontate da una serie di cornici fortemente aggettanti (uno schema che sarà successivamente elaborato anche per la cupola della basilica di San Pietro in Vaticano). Le idee di Michelangelo rimasero su carta e il tamburo fu lasciato incompleto su sette degli otto lati.

## Curiosità
- A Barberino Val d'Elsa, in località Semifonte, esiste la Cappella di San Michele Arcangelo, una copia 1:8 della cupola del Brunelleschi, edificata da Santi di Tito nel 1597.
- Leggenda popolare vuole che Michelangelo Buonarroti, in una lettera al padre, poco prima della sua partenza per Roma avesse scritto, riferendosi alla Cupola che poco dopo avrebbe progettato per la Basilica di san Pietro, "Vo' a Roma a far la su' sorella, più grande sì, ma non più bella"[17].
- La cupola del Brunelleschi pesa 37.000 tonnellate, la cupola di San Pietro 14.000 tonnellate, anche se le dimensioni sono simili. La differenza è nello spessore della muratura.